# Manukau Harbour

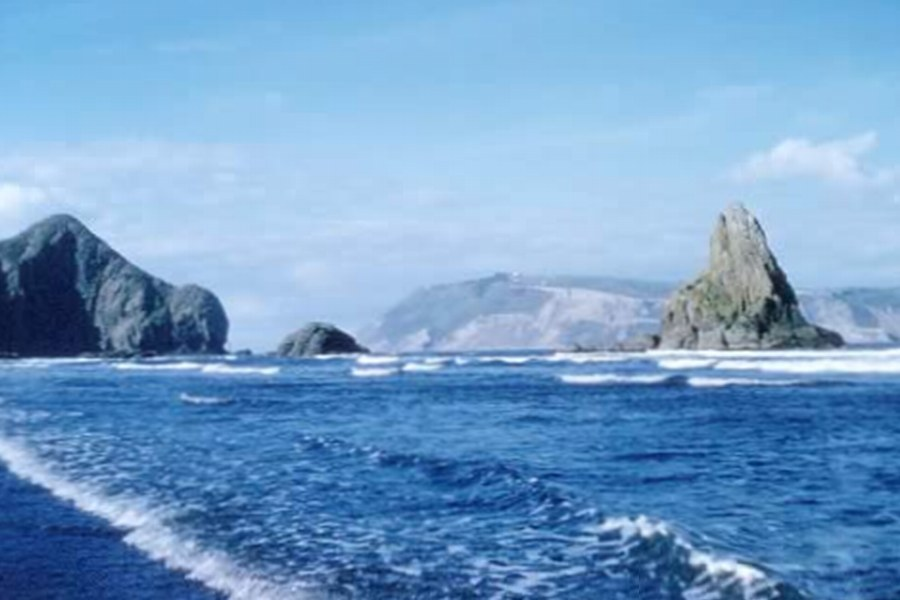
Eingang zum Manukau Harbour

Der Manukau Harbour ist ein Naturhafen an der Westküste der Nordinsel von Neuseeland. Er ist der zweitgrößte Naturhafen des Landes.

## Geographie
Der Manukau Harbour befindet sich westlich des Isthmus von Auckland mit einem Zugang zur Tasmansee. Der Naturhafen, der zum Stadtgebiet von Auckland gehört, umfasst eine Fläche von rund 365 km2 und entwässert mit seinen Zuflüssen ein Gebiet von annähernd 895 km2. Seine Küstenlänge erstreckt sich über rund 195 km. Bei einer Springtide umfasst das gesamte Hafenbecken schätzungsweise 221,5 Mio. m3 Wasser.
Der 2,3 km breite Eingang des Manukau Harbour, Manukau Entrance genannt, befindet sich zwischen dem Südende der Waitākere Ranges und den gegenüberliegenden Manakau Heads. Vom Hafeneingang aus reicht das Gewässer rund 31 km nach Osten in das Māngere Inlet hinein, das zum Hafenbecken gezählt wird und von den Stadtteilen Onehunga, Te Papapa, Westfiled, Otahuhu und Mangere umschlossen wird. Über den Papakura Channel bis in das im Südosten liegende Pahurehure Inlet hinein, das im Stadtteil Papakura endet, erstreckt sich das Gewässer auf über 38 km. Die Breite des Hafenbeckens liegt bei rund 22 km.
Der größte Zufluss ergibt sich aus dem von Süden her kommenden Waiuku River. Die größte Insel des Naturhafens ist Puketutu Island, die vulkanischen Ursprungs ist und über einen Damm mit dem Festland verbunden wurde. Wiroa Island, die kleinere von den beiden Inseln, befindet sich am südöstlichen Rand des Geländes des Flughafens von Auckland und wird von ihm genutzt.
Der Tidenhub beträgt im Inneren des Hafenbeckens zwischen 1,5 m und 2,7 m und am Hafeneingang zwischen 2,0 m und 3,4 m.

## Geschichte
Der kleine Ort Cornwallis, auf der Halbinsel Puponga nahe dem Hafeneingang gelegen, war ursprünglich der Ort an dem Auckland entstehen sollte. Wegen betrügerischer Landverkäufe und der zergliederten Landschaft wurde dieses Vorhaben bereits in den 1840er Jahren wieder aufgegeben. Der Busch auf den umgebenden Hügeln war einst von zahlreichen Kauri-Bäumen bewachsen. Diese wurden jedoch gefällt, in Sägewerken verarbeitet und als Bauholz von Paratutai aus an das andere Ende des Manukau Harbour bei Onehunga  für die Häuser der neuen Stadt Auckland verschifft. Ein anderer Teil des Holzes wurde entlang der Küste zu anderen neuseeländischen Siedlungen verschifft. Die letzten Sägewerke wurden in den frühen 1920er Jahren aufgegeben.

## Besonderheiten des Hafens
Wegen der großen Wasserfläche des Hafenbeckens und des relativ schmalen Hafeneingangs ist die Gezeitenströmung stark und eine Untiefe an der Zufahrt macht die Navigation äußert schwierig. Das schwerste Schiffsunglück Neuseelands ereignete sich hier im Jahre 1863, als die HMS Orpheus bei klarer Sicht auf Grund lief und 189 Menschenleben forderte. Aus diesem Grund und wegen der geringen Wassertiefe ist der Manukau Harbour nicht der bevorzugte Hafen Aucklands und die Hafenanlagen in Onehunga im Vergleich zu den anderen Anlagen im Waitemata Harbour an der Nordostseite des Isthmus nicht sehr groß.

## Freizeitnutzung
Der Hafen ist ein beliebtes Angelrevier, obwohl der Zugang zum Wasser über die wenigen bei allen Gezeiten nutzbaren Bootsrampen schwierig ist, oft werden daher die Strände für diesen Zweck genutzt.